# Mordella apicicornis
Mordella apicicornis es una especie de coleóptero de la familia Mordellidae.

## Distribución geográfica
Habita en Panamá.